# العلاقات العراقية الكوستاريكية
العلاقات العراقية الكوستاريكية هي العلاقات الثنائية التي تجمع بين العراق وكوستاريكا.

## مقارنة بين البلدين
هذه مقارنة عامة ومرجعية للدولتين:
| وجه المقارنة                                              | العراق                       | كوستاريكا                                 |
| --------------------------------------------------------- | ---------------------------- | ----------------------------------------- |
| المساحة (كم2)                                             | 437.07 ألف                   | 51.10 ألف                                 |
| عدد السكان (نسمة)                                         | 38.27 مليون                  | 4.91 مليون                                |
| الكثافة السكانية (ن./كم²)                                 | 87.56                        | 96.09                                     |
| العاصمة                                                   | بغداد                        | سان خوسيه                                 |
| اللغة الرسمية                                             | اللغة العربية، اللغة الكردية | اللغة الإسبانية                           |
| العملة                                                    | دينار عراقي                  | كولون كوستاريكي                           |
| الناتج المحلي الإجمالي (بليون دولار)                      | 197.72 مليار                 | 57.06 مليار                               |
| الناتج المحلي الإجمالي (تعادل القوة الشرائية) بليون دولار | 560.73 مليار                 | 74.98 مليار                               |
| الناتج المحلي الإجمالي الاسمي للفرد دولار أمريكي          | 4.94 ألف                     | 11.26 ألف                                 |
| الناتج المحلي الإجمالي للفرد دولار أمريكي                 | 15.06 ألف                    | 14.92 ألف                                 |
| مؤشر التنمية البشرية                                      | 0.654                        | 0.766                                     |
| رمز المكالمات الدولي                                      | +964                         | +506                                      |
| رمز الإنترنت                                              | .iq                          | .cr، قائمة نطاقات المستوى الأعلى للإنترنت |
| المنطقة الزمنية                                           | ت ع م+03:00، ت ع م+04:00     | 00                                        |

## منظمات دولية مشتركة
يشترك البلدان في عضوية مجموعة من المنظمات الدولية، منها:
| علم المنظمة | اسم المنظمة                        | تاريخ انضمام العراق | تاريخ انضمام كوستاريكا |
| ----------- | ---------------------------------- | ------------------- | ---------------------- |
|             | الاتحاد الدولي للاتصالات           | 12 نوفمبر 1928      | 13 سبتمبر 1932         |
|             | مؤسسة التنمية الدولية              | 29 ديسمبر 1960      | 30 يونيو 1961          |
|             | منظمة حظر الأسلحة الكيميائية       | ?                   | ?                      |
|             | يونسكو                             | 21 أكتوبر 1948      | 19 مايو 1950           |
|             | الأمم المتحدة                      | 21 ديسمبر 1945      | 2 نوفمبر 1945          |
|             | وكالة ضمان الاستثمار متعدد الأطراف | 6 أكتوبر 2008       | 8 فبراير 1994          |
|             | مؤسسة التمويل الدولية              | 27 ديسمبر 1956      | 20 يوليو 1956          |
|             | البنك الدولي للإنشاء والتعمير      | 27 ديسمبر 1945      | 8 يناير 1946           |
|             | الاتحاد البريدي العالمي            | ?                   | ?                      |
|             | منظمة الشرطة الجنائية الدولية      | ?                   | ?                      |

## وصلات خارجية
- موقع وزارة الخارجية العراقية
- موقع وزارة الخارجية الكوستاريكية